# Johann-Tobias-Beck-Preis
Der Johann-Tobias-Beck-Preis ist ein theologischer Literaturpreis. Er wird seit 1987 jährlich verliehen, ist mit 3.000 Euro dotiert und gilt als bekannteste Würdigung theologischer Forschungsarbeiten im deutschsprachigen Pietismus.
Gestiftet wurde der Preis von der Theologischen Verlagsgemeinschaft und dem Arbeitskreis für evangelikale Theologie. Namenspatron ist der Tübinger Theologe Johann Tobias Beck (1804–1878).

## Preisträger
- 1987: Werner Neuer
- 1988: Klaus Bockmühl
- 1989: Helmut Burkhardt
- 1990: Lutz E. von Padberg
- 1991: Gerhard Maier
- 1992: Rolf Hille
- 1993: Karl-Heinz Michel
- 1994: Armin Daniel Baum
- 1995: Rainer Riesner
- 1996: Oskar Föller
- 1997: Karsten Lehmkühler
- 1998: Wilfrid Haubeck und Heinrich von Siebenthal
- 1999: Roland Deines
- 2000: Eberhard Hahn
- 2001: Jochen Walldorf
- 2002: Thomas Kothmann
- 2003: Eckhard J. Schnabel
- 2004: Heinzpeter Hempelmann
- 2005: Jürg Buchegger
- 2006: Markus Zehnder
- 2007: Julius Steinberg
- 2008: Stefan Schweyer
- 2009: Mihamm Kim-Rauchholz
- 2010: Andreas Hahn
- 2011: Beat Weber
- 2012: Dirk Kellner
- 2013: Guido Baltes
- 2014: Stefan Felber und Arndt Elmar Schnepper
- 2015: Volker Gäckle
- 2016: Hanna Stettler
- 2017: Hanna Nouri Josua
- 2018: Christian Stettler
- 2019: Jörg Breitschwerdt
- 2020: Philipp Bartholomä
- 2021: Benjamin Kilchör
- 2022: Andreas Gerstacker
- 2023: Patrick Todjeras
- 2025: Tobias Liebscher[1]